# Kościół św. Izydora w Kielcach
Kościół świętego Izydora – rzymskokatolicki kościół parafialny należący do dekanatu Kielce-Południe diecezji kieleckiej. Znajduje się w kieleckiej dzielnicy Posłowice.

## Historia i wyposażenie
Świątynia została zbudowana w latach 1900-1910, dzięki staraniom biskupa Tomasza Teofila Kulińskiego. Kościół został wybudowany na planie krzyża greckiego, z kopułą postawioną na ośmiokątnym bębnie, umieszczoną nad przecięciem jego ramion.
Wyposażenie wnętrza świątyni jest współczesne. W ołtarzu głównym znajduje się figura Matki Bożej Niepokalanie Poczętej, natomiast w ołtarzach bocznych są umieszczone obrazy Matki Bożej Częstochowskiej i św. Izydora.